# 克劳斯·迪比亚西
克劳斯·迪比亚西（德語：Klaus Dibiasi，1947年10月6日—），意大利男子跳水运动员。曾代表意大利参加1964年、1968年、1972年和1976年夏季奥林匹克运动会跳水比赛，共获得三枚金牌。他垄断了在1960年代至1970年代中期的世界男子跳水，是第一位获得奥运会跳水比赛金牌的意大利人，是迄今为止唯一在连续三届奥运会上取得金牌的男子跳水运动员，也是唯三在四届奥运会上夺得奖牌的男子跳水运动员（另两位是熊倪和萨乌丁)。加上在1964年奥运会上取得的跳板银牌，一共获得了5枚奥运奖牌。

## 生平
迪比亚西生于奥地利的索尔巴特哈尔，父母皆为意大利人，在他年幼的时候全家返回意大利生活。从小受着严格的训练，10岁开始练习跳水。

### 奥运生涯
迪比亚西在1964年东京奥运会夺得了跳台项目的银牌，但是在随后的1968年, 1972年和1976年奥运会中连续取得三枚金牌。1973年和1975年获得两届世界游泳锦标赛跳台项目的冠军。

### 退役后
退役后曾担任意大利跳水队的教练。

## 家庭
父亲卡洛·迪比亚西为意大利全国跳水冠军，也曾参加过奥运会，为他的教练。